# Крутчик
Крутчик — село Поддубровского сельсовета Усманского района Липецкой области.
Население составляет 36 чел. (2011).

## История
Впервые упоминается в 1673 году. Здесь поселились солдаты из соседней Усмани и основали деревню Крутец, названную по находящемуся рядом оврагу с крутыми склонами. В 1760 году на средства местных жителей в Крутчике была построена Богословская Церковь.
Село сильно пострадало от лесных пожаров 2010 года. Сгорело 6 домов.

## Население
| 2008 | 2010 | 2011 |
| ---- | ---- | ---- |
| 56   | ↘36  | →36  |